# Байракли джамия (Самоков)
Вижте пояснителната страница за други значения на Байракли джамия.
Байракли джамия или Йокуша джамия е мюсюлмански храм в българския град Самоков. Джамията e паметник на културата с национално значение.
Джамията е строена в средата на 19 век, вероятно от български майстори. Джамията има голямо молитвено помещение с размери 14 на 14,8 метра. Четири свободни колони в центъра държат паянтов барабан, увенчан с дървен купол. Предмолитвеното помещение е паянтово аркадно преддверие с втори етаж за затвореното женското отделение. Минарето е със спираловидна тухлена украса. Джамията отвън и отвътре е богато изписана с орнаменти от зографите от Самоковската школа – Иван Иконописец, Христо Йовевич и Коста Вальов.
- Интериор: молитвено помещение
- Интериор: Купол

Храмът е реставриран от 1960 до 1966 година под ръководството на архитект Никола Мушанов и на художника Георги Белстойнев и оттогава е музей.